# 2010年英联邦运动会
2010年英聯邦運動會於2010年10月3日至14日在印度德里舉行，该运动会的各项筹备工作饱受批评，包括体育场馆建设、保安问题等。
运动会的举办期间，印度运动员表现出色，取得了38金27银36铜的成绩，有媒體稱流畅的体育赛事和壮观的闭幕式在很大程度上掩盖了之前组织工作的不足。在闭幕仪式上，英联邦运动会联合会主席宣布新德里主办了一次“真正的无与伦比的運動會”。

## 参赛国家与地区

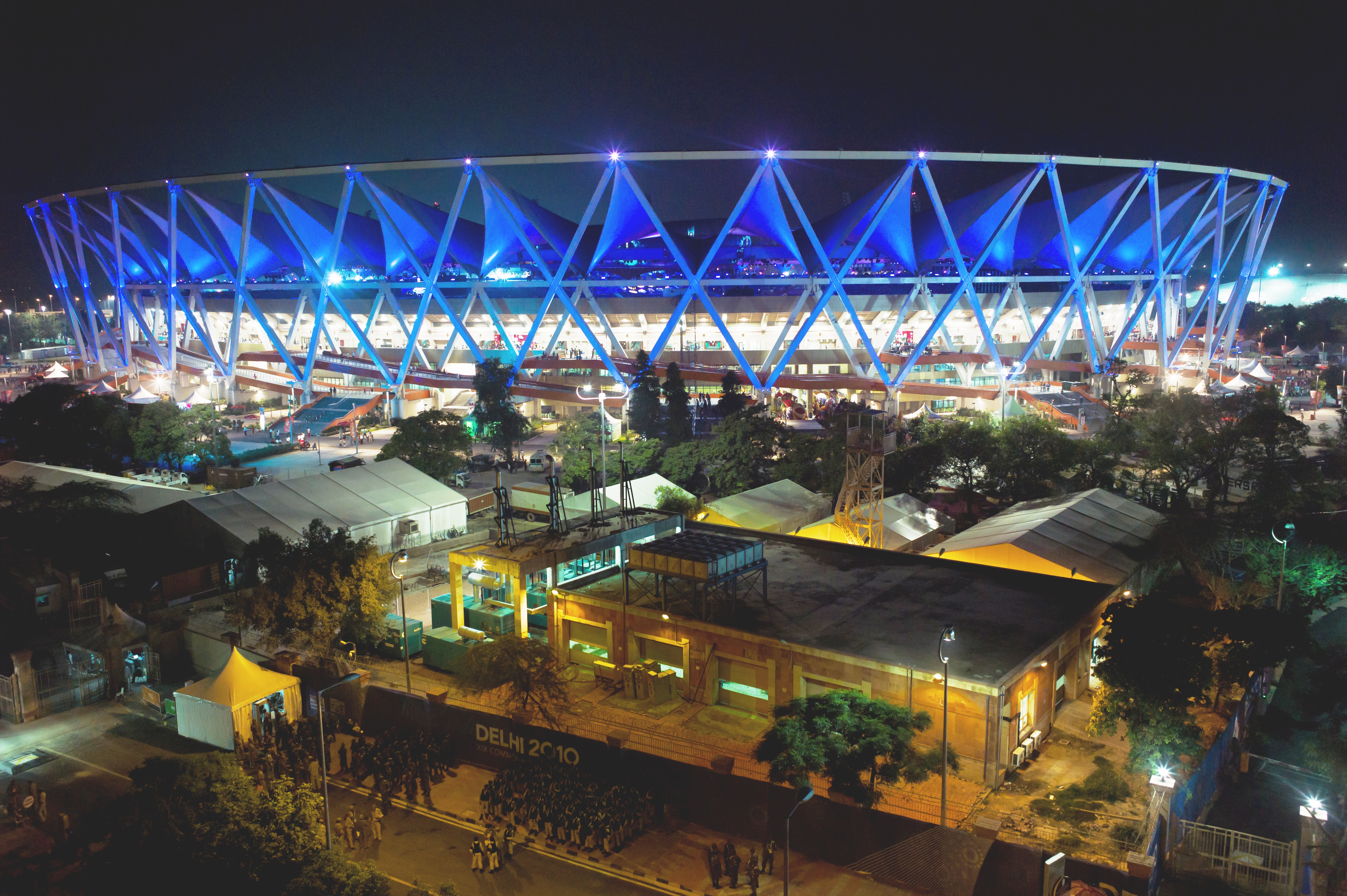
開閉幕式於主場館（賈瓦哈拉爾·尼赫魯體育場）舉行

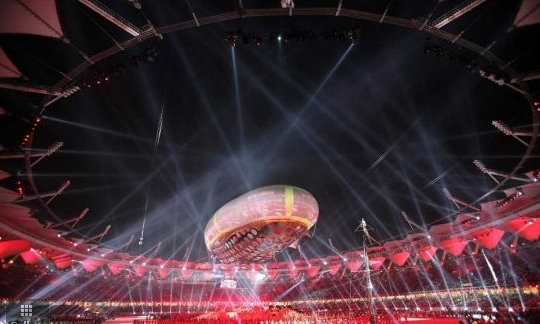
開幕式

共有71个国家与地区参加了本届运动会。由于斐济被中止英联邦会员资格，其被禁止参加本届运动会。卢旺达自2009年加入英联邦后第一次派出代表队参加英联邦运动会。托克劳最初准备参加此次运动会，但是最后没能参加。

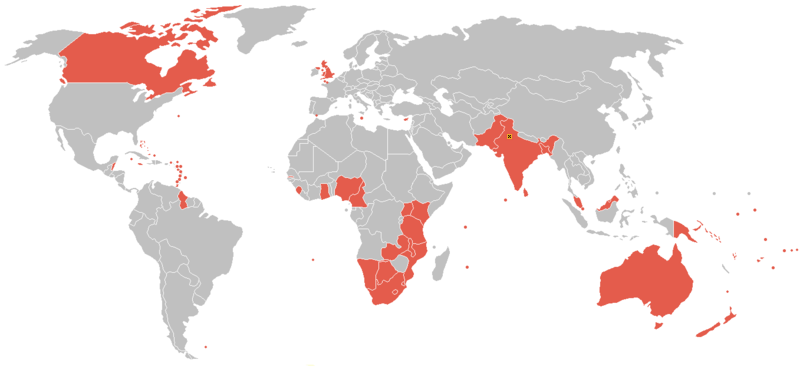
参加此次运动会的国家与地区

## 比賽項目
是屆英聯邦運動會共設17個大項，其中籃球被剔出運動項目，但射擊、網球和摔角就加入到比賽中，而因沒有合適場地，三項鐵人沒有舉行。比賽項目如下：
1. 水上項目
  1. 游泳
  2. 跳水
  3. 花樣游泳
2. 射箭
3. 田徑
4. 羽毛球
5. 拳擊
6. 單車
7. 體操
8. 曲棍球
9. 草地滾球
10. 籃網球
11. 七人欖球
12. 射擊
13. 壁球
14. 乒乓球
15. 網球
16. 舉重
17. 摔角

## 獎牌榜

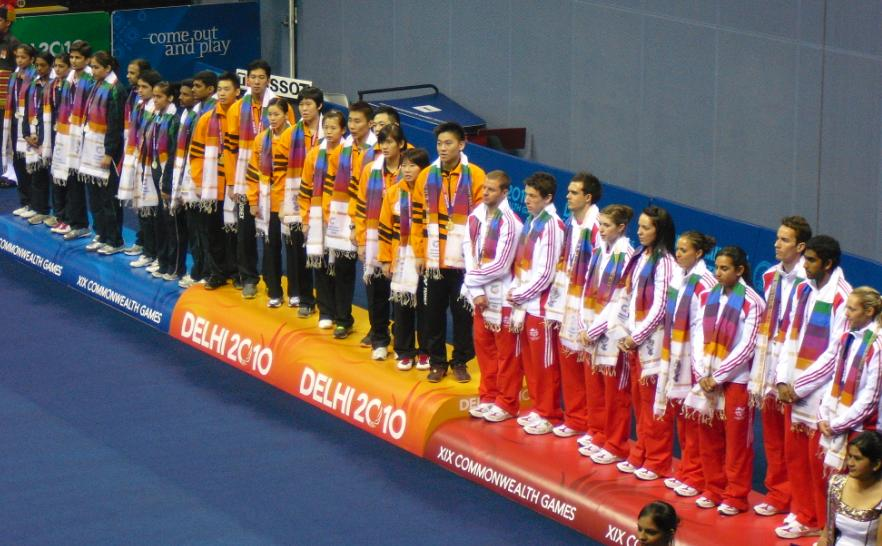
羽毛球項目頒獎儀式（金：馬來西亞、銀：印度、銅：英格蘭）

本表僅列出獎牌榜前十位的隊伍。
| 排名           | CGA             | 金牌 | 银牌 | 铜牌 | 總數 |
| -------------- | --------------- | ---- | ---- | ---- | ---- |
| 1              | （AUS）         | 74   | 55   | 48   | 177  |
| 2              | 印度（IND）*    | 38   | 27   | 36   | 101  |
| 3              | 英格兰（ENG）   | 37   | 60   | 45   | 142  |
| 4              | 加拿大（CAN）   | 26   | 17   | 32   | 75   |
| 5              | （KEN）         | 12   | 11   | 10   | 33   |
| 5              | 南非（RSA）     | 12   | 11   | 10   | 33   |
| 7              | 马来西亚（MAS） | 12   | 10   | 13   | 35   |
| 8              | 新加坡（SIN）   | 11   | 11   | 9    | 31   |
| 9              | 尼日利亚（NGR） | 11   | 10   | 14   | 35   |
| 10             | 苏格兰（SCO）   | 9    | 10   | 7    | 26   |
| 總計 (36 CGAs) | 總計 (36 CGAs)  | 272  | 274  | 282  | 828  |

## 吉祥物、主题曲
本届运动会的吉祥物为Shera，为一只拟人化的老虎，名稱源自「Sher」，在印地語中有老虎之意。代表主题曲为《Jiyo Utho Bado Jeeto》。yyyy

## 宣傳
印度當局希望將是屆運動會打造成「綠色英聯邦運動會」，包括從建設場館，翻新場館到交通運輸都做到環保和可持續發展。印度希望通過籌辦本屆運動會改善國內基礎設施，同時增強自己在國際上的影響力。印度官員亦曾訪華汲取北京舉辦「綠色奧運」的經驗。

## 相关问题

### 卫生问题
- 9月16，17日来自加拿大、新西兰、苏格兰、英格兰和威尔士的代表与组委会开会讨论运动员村卫生问题。[11]
- 英国媒体称得到了一些公寓内部照片，照片显示，有的浴室肮脏、卫生间漏水，甚至床上还能看到动物的爪印。[12]

### 保安问题
- 在开幕前两个星期在贾玛清真寺发生了一起摩托车手袭击游客事件。两名台湾旅遊節目食尚玩家工作人員受伤。事件目前仍未破案。

### 恐怖活動
2010年10月10日，印度政府從美國中情局接收一份詳細報告，指阿蓋達和虔誠軍組織密謀於12及13日襲擊德里一間高級賓館。印度政府隨即加強8所重點賓館的保安，又全面檢查出入的貨物。

## 軼事
除了来自外部的批评，印度民众也批评运动会的筹备工作。印度斯坦时报23日公布的民意调查显示，68%的受访新德里居民为这届运动会感到丢脸。另外印度媒体以国家耻辱为标题报道此次运动会。
一场精彩的开幕式扭转了英联邦运动会带给印度的负面形象，曾质疑印度是否有能力举办英联邦运动会的外国记者，亦纷纷赞扬那是他们见过最棒的开幕式之一。国际奥委会主席罗格表示，印度为申办奥运会主办权打下的良好基础。